# Lausitzer Braunkohlerevier

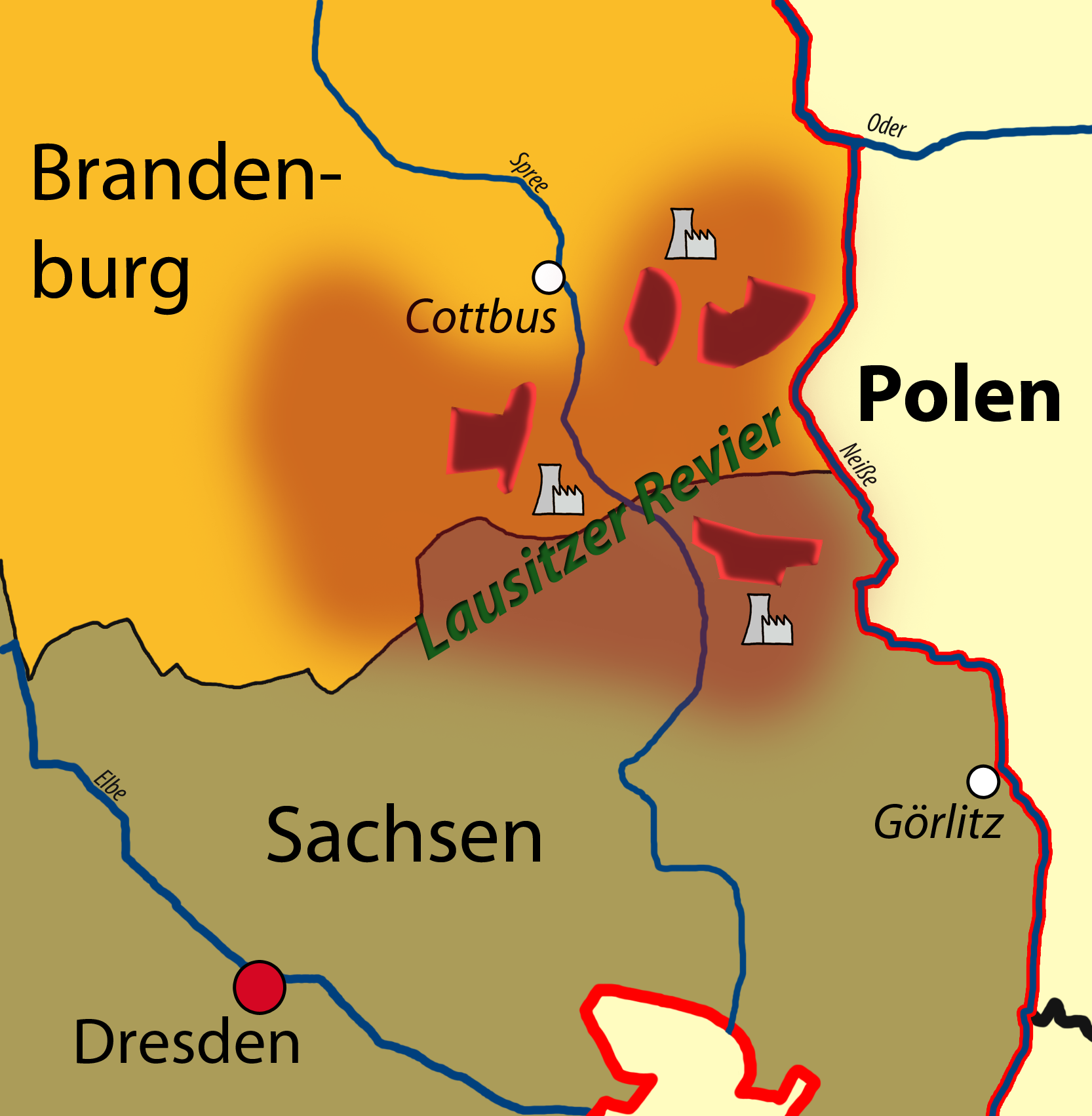
Lausitzer Revier mit Braunkohleabbaugebieten und Kraftwerken (Stand 2009). Bis 1990 erstreckte es sich auch weiter südlich bis zum Dreiländereck mit Polen und Tschechien

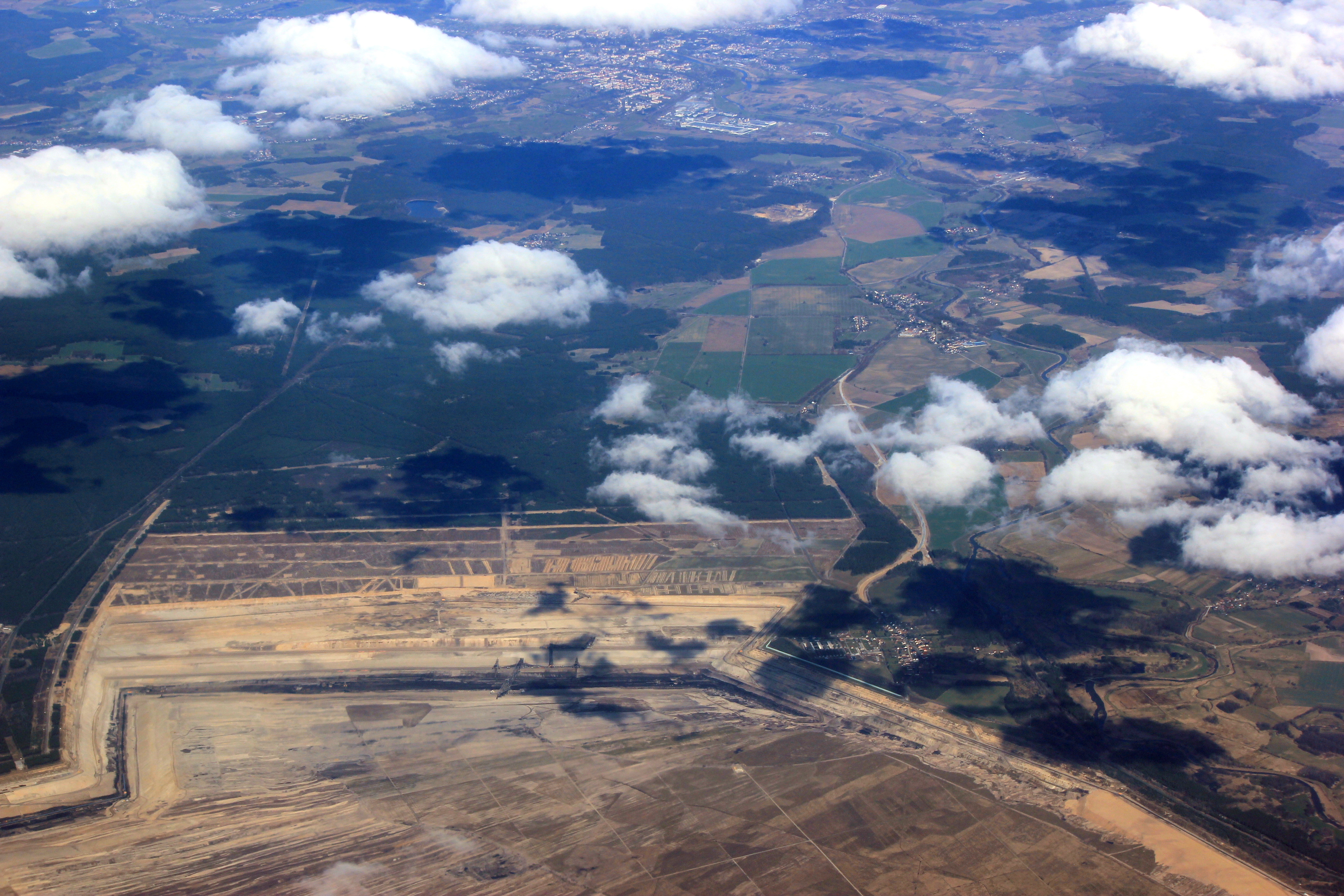
Blick über den ehemaligen Tagebau Jänschwalde im März 2017

Das Lausitzer Braunkohlerevier, früher auch Ostelbisches Braunkohlerevier genannt, ist ein Bergbaurevier in der Lausitz im Südosten Brandenburgs und Nordosten Sachsens. Dazu gehören die derzeit aktiven Braunkohleabbaugebiete Nochten, Reichwalde und Welzow-Süd. Mit der dort im Tagebau geförderten Braunkohle werden die Kraftwerke Jänschwalde, Schwarze Pumpe und Boxberg versorgt. Die hier direkt erzeugte Leistung beträgt damit zusammen etwa 8000 Megawatt.
Der aktive Braunkohlebergbau pumpte 2005 rund 230 Millionen Kubikmeter Grundwasser („Sümpfungswasser“) ab – mehr als alle anderen Nutzer zusammen: Industrie, Landwirtschaft und Trinkwasserwerke kommen in Brandenburg zusammen auf rund 160 Millionen Kubikmeter.

## Grenzen und Einteilung

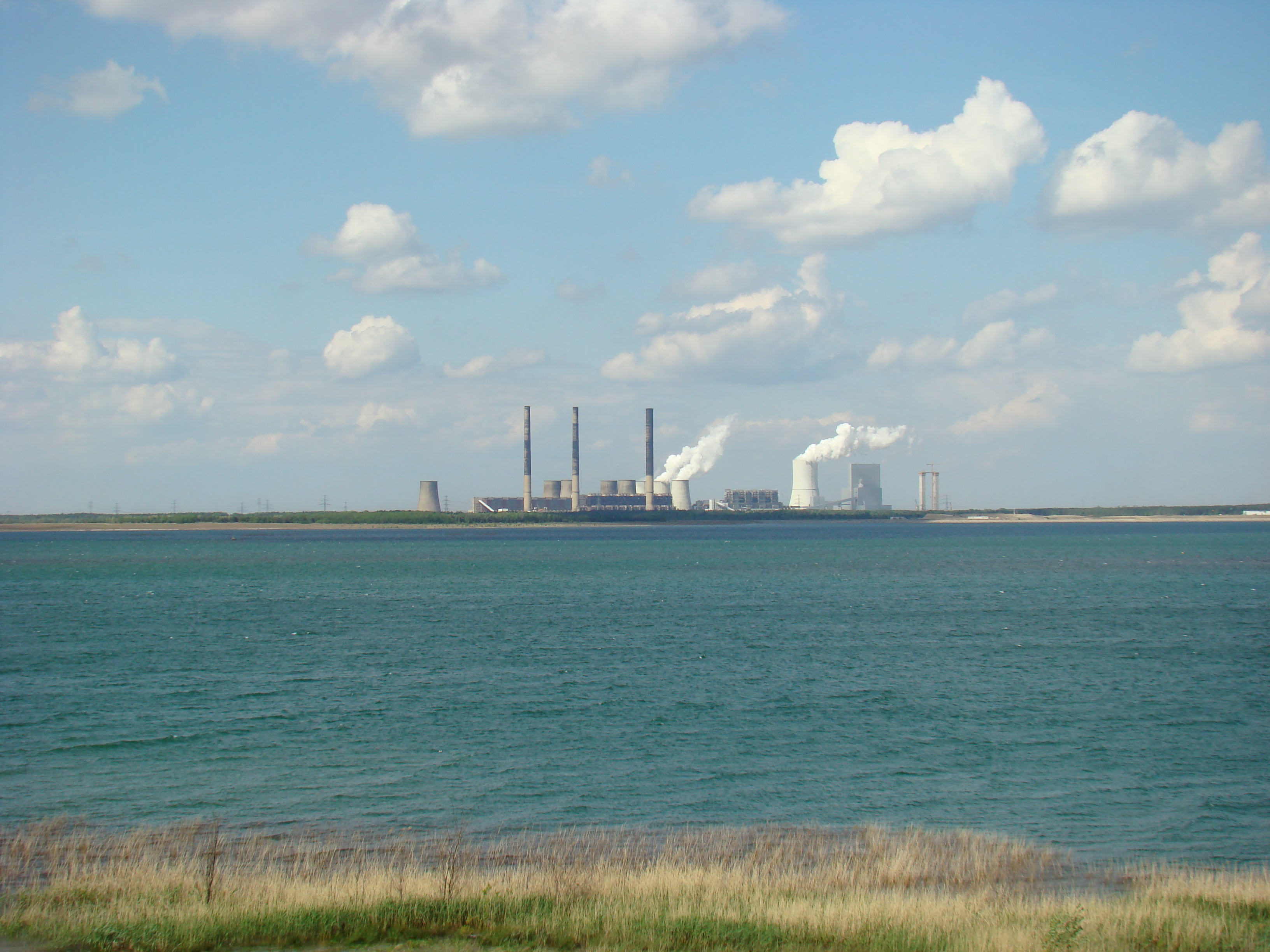
Kraftwerk Boxberg im Mai 2007

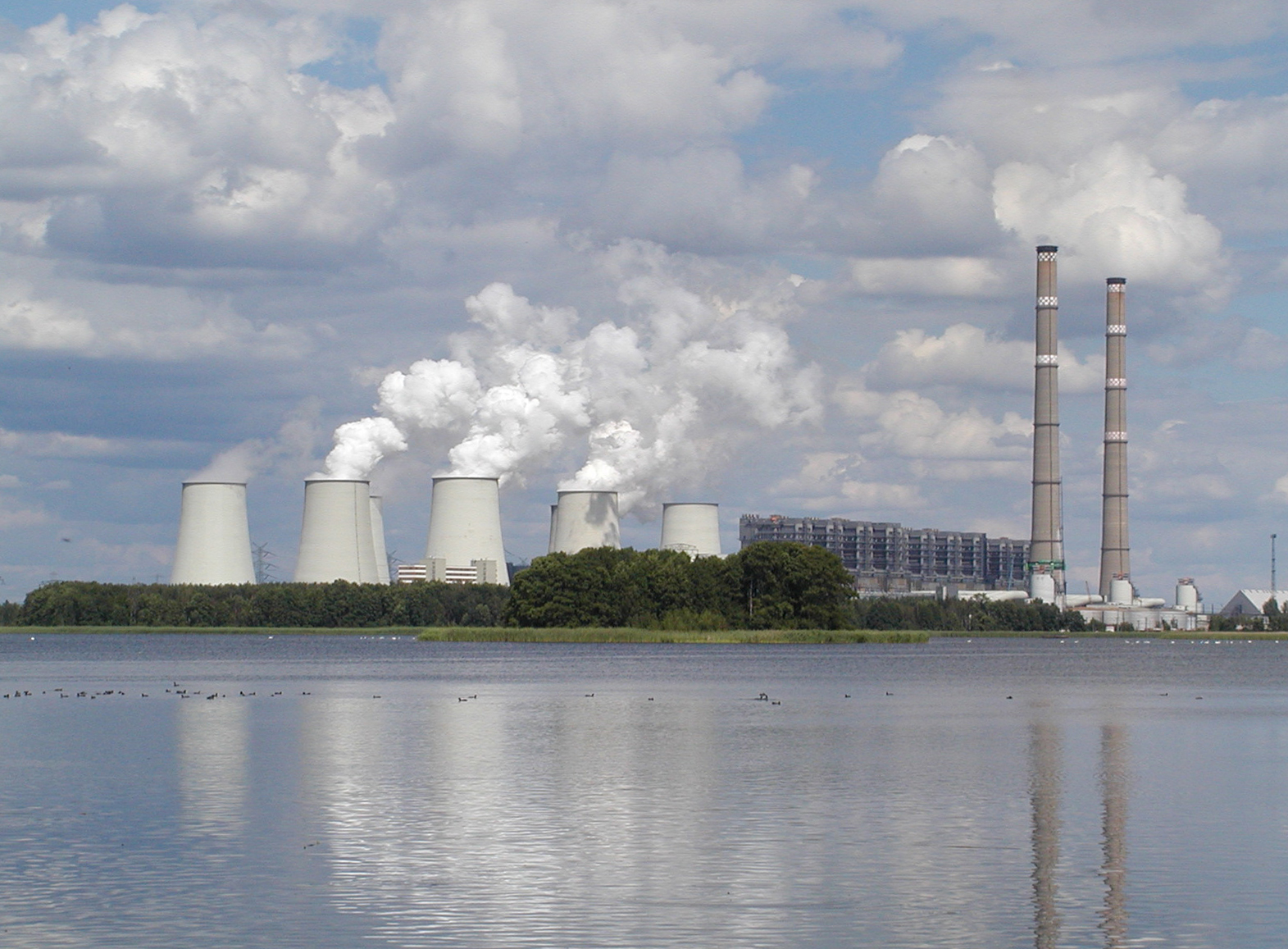
Kraftwerk Jänschwalde im Juli 2004

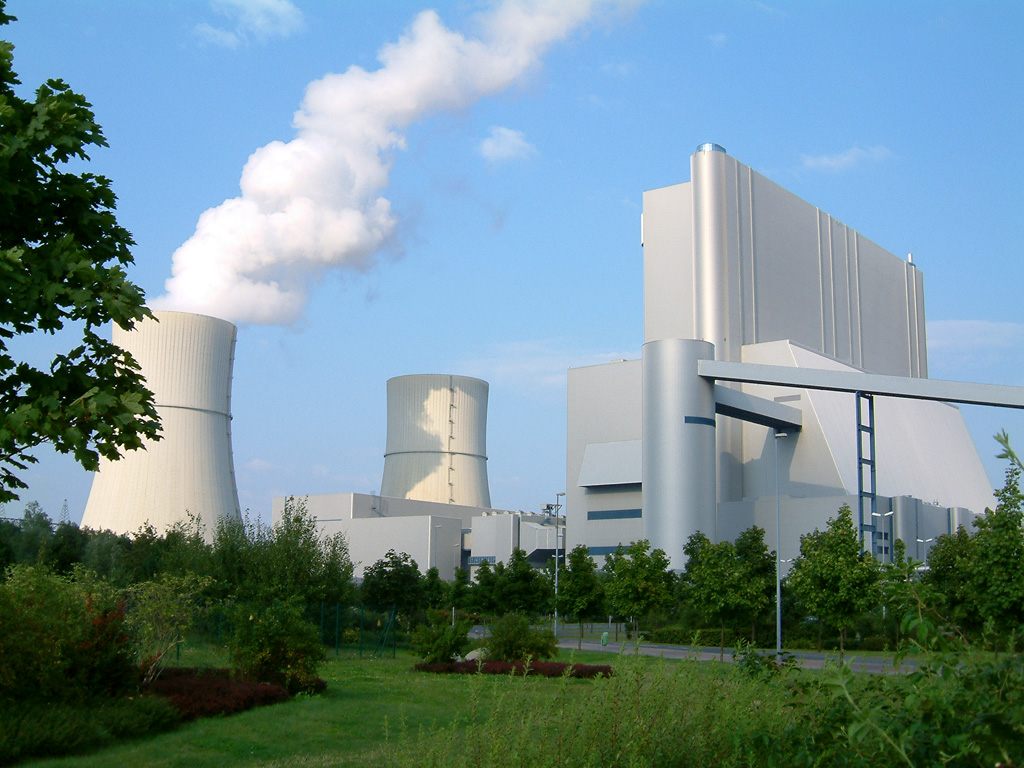
Kraftwerk Schwarze Pumpe im August 2005

Das Lausitzer Braunkohlerevier besteht aus Abbaugebieten in der Niederlausitz und der nördlichen Oberlausitz (Brandenburg und Nordostsachsen). Daneben gibt es das Oberlausitzer Bergbaurevier nahe Zittau (Sachsen und Polen).

## Die Braunkohle und ihre Bedeutung
Die in der Lausitz vorkommende Braunkohle des 2. Lausitzer Flözes hat einen Heizwert von 7900 bis 9300 kJ/kg, der Aschegehalt liegt zwischen 6 % und über 14 %, der Wassergehalt beträgt 50–60 % und der Schwefelgehalt beläuft sich auf 0,8–2,8 %. Insgesamt belaufen sich die Lagerstättenvorräte auf 12,1 Milliarden Tonnen, davon sind 3,6 Milliarden Tonnen gewinnbar und 1,3 Milliarden Tonnen im Tagebau erschlossen. Die Braunkohle in der Lausitz ist vor rund 15–20 Millionen Jahren entstanden. Die Flöze befinden sich in 35–120 Metern Tiefe und sind ungefähr 8–16 Meter mächtig. Insgesamt wird etwa ein Drittel oder sogar mehr der deutschen Braunkohle im Lausitzer Revier gefördert, im Jahr 2018 waren das 60,7 Millionen Tonnen von 166,3 Millionen. Man schätzt die Zahl der Arbeitsplätze auf 8200, mit Zulieferern auf 25.000. Die heute dominierende Nutzungsform ist die Verstromung in lagestättennah gelegenen Großkraftwerken.

### Ausstoß von Treibhausgasen
Der Einsatz der Braunkohle in den Kraftwerken des Reviers erzeugt auch hohe Mengen des für die Klimaerwärmung mit verantwortlichen Treibhausgases Kohlendioxid. Das Kraftwerk mit den vierthöchsten anteiligen Emissionen in Deutschland ist das Kraftwerk Jänschwalde mit 1200 Gramm CO2 pro Kilowattstunde. Die Werke Boxberg und Schwarze Pumpe belegen die Plätze 10 und 14 mit 1100 und 1000 Gramm pro Kilowattstunde. Die Werte für Steinkohlekraftwerke liegen ca. 200 Gramm niedriger. Der mittlere Wert im deutschen Strommix unter Einrechnung der Anlagen mit Wind-, Wasser-, Atomkraft und Photovoltaik lag 2006 bei 530 Gramm pro Kilowattstunde. Der Gesamtausstoß im Jahr 2006 betrug für den Standort Jänschwalde 23,7 Millionen Tonnen Kohlendioxid, für Boxberg 15,5 und für Schwarze Pumpe 12,2 Millionen Tonnen.
Um die CO2-Emissionen zu reduzieren, plante der Konzern Vattenfall am Standort Jänschwalde die Errichtung einer Versuchsanlage zur CO2-Abscheidung und -Speicherung (CCS). Langfristig sollte der gesamte Kraftwerkspark auf diese Technologie umgerüstet werden. Aufgrund des Widerstands in der Bevölkerung und der Ablehnung in anderen Bundesländern ist die Zukunft des Vorhabens unklar. Die brandenburgische Landesregierung erwog inzwischen auch den Bau neuer Braunkohlekraftwerke ohne CCS.
Eine 2023 veröffentlichte Studie von Energy Brainpool im Auftrag des BUND Sachsen attestiert dagegen, dass in gegenwärtigen Szenarien ein Kohleausstieg in der Lausitz bis spätestens 2030 erfolgen müsse, um das Klimaschutzgesetz einzuhalten (Stilllegungen: Jänschwalde bis 2025, Boxberg und Schwarze Pumpe bis 2027 bzw. 2029). Im Falle einer „Flexibilisierung der Stromnachfrage und dem Zubau von Solar-, Wind- und Gaskraftwerken“ sei dies auch mit sinkenden Strompreisen möglich, was eine näher am Pariser Klimaabkommen liegende Emissionsminderung möglich mache.

### Kohleveredlung
Die Veredlung der Produkte zu Braunkohlenbriketts, Staubkohle und Wirbelschichtkohle erfolgt am Standort Schwarze Pumpe. Im Jahr 2007 wurden 351,4 kt Briketts, 690,1 kt Staub, 220,8 kt Wirbelschichtkohle und 3,9 kt Braunkohlenxylit erzeugt, wobei eine Kohlemenge von 2.545.657 Tonnen (Nassgewicht) eingesetzt wurde.
Historisch bedeutsam war die Erzeugung von Benzin und Dieselöl wie auch von Stadtgas und Koks.

## Die Tagebaue

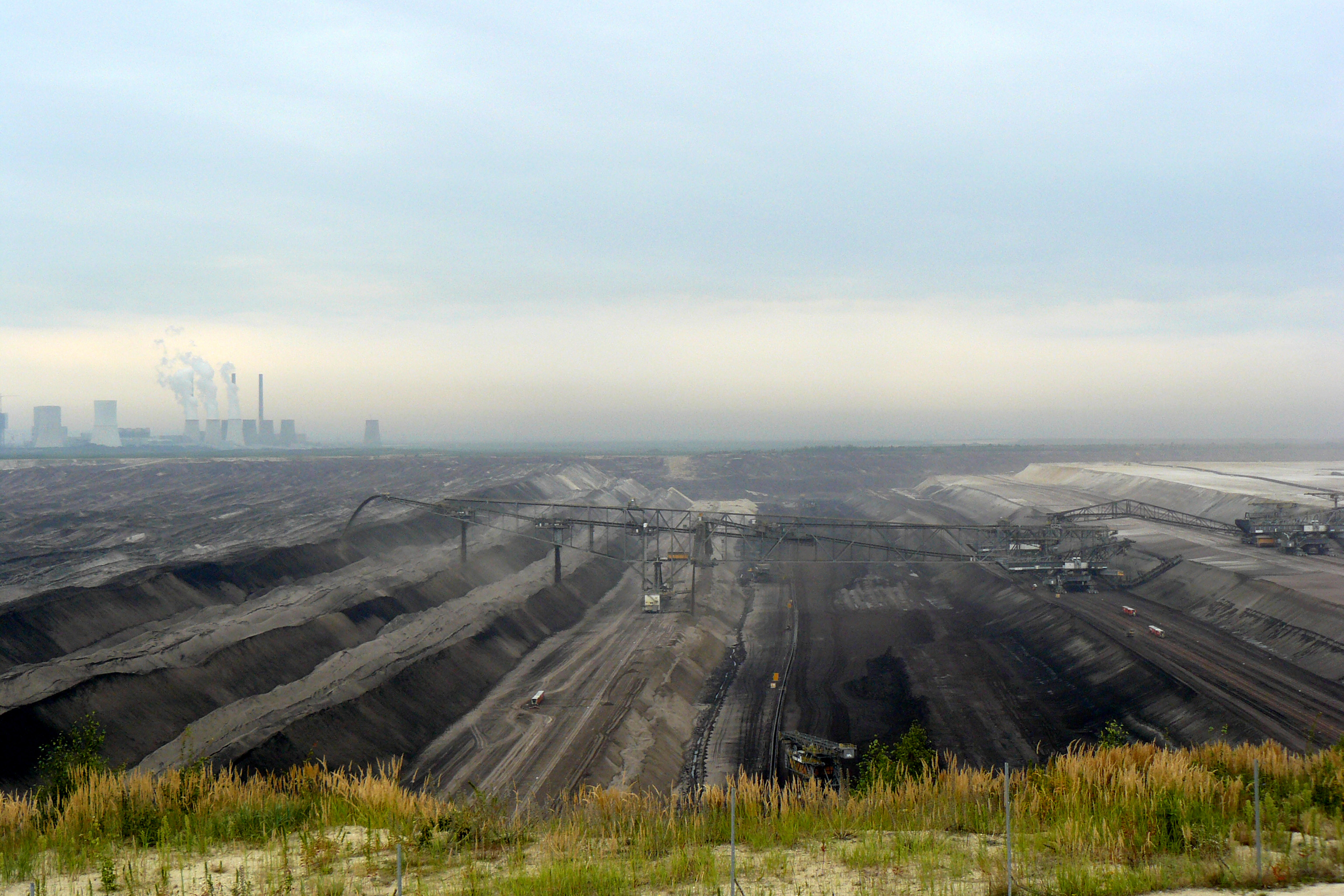
Abraumförderbrücke 33F60 im Tagebau Nochten

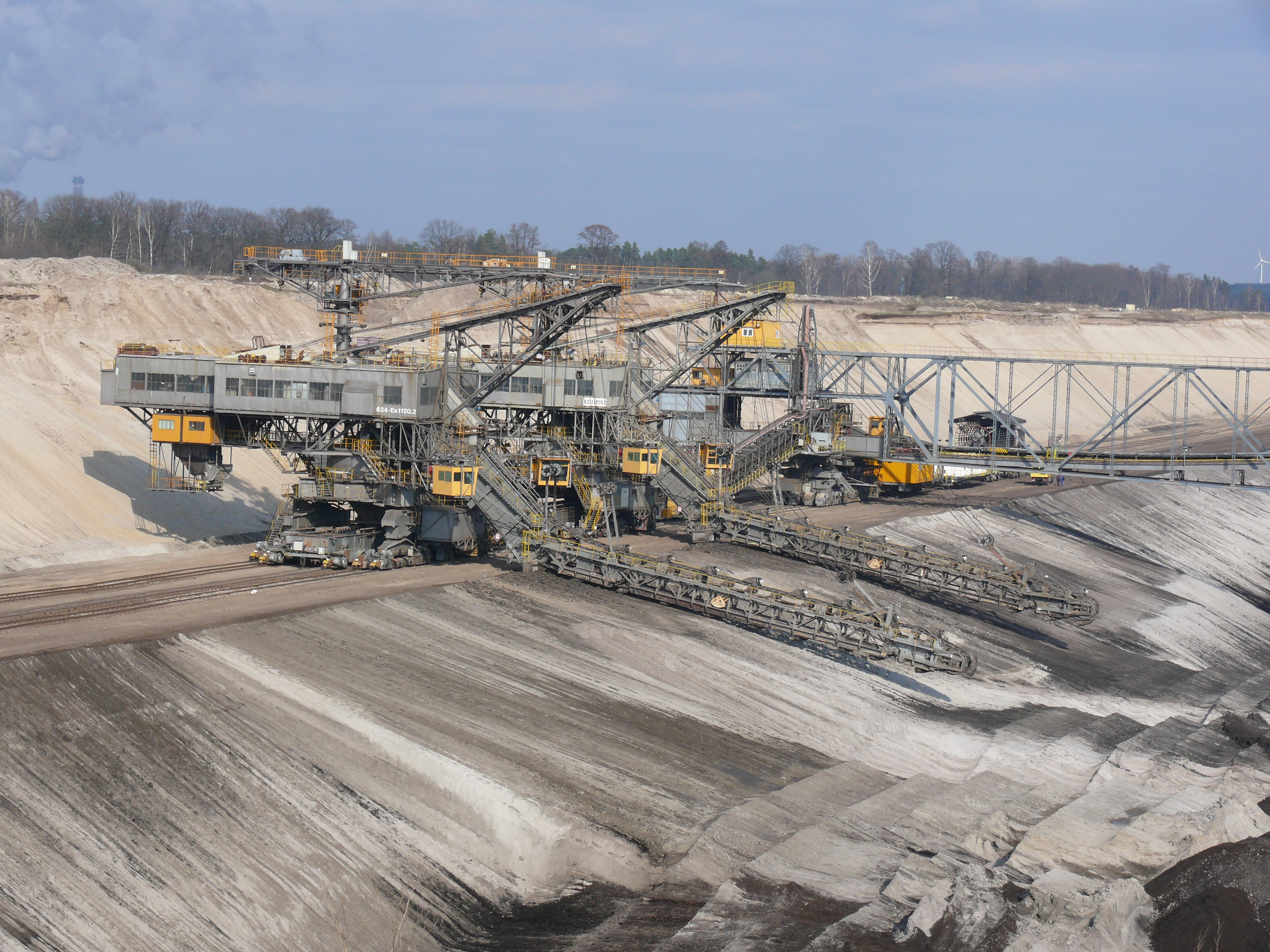
Eimerkettenbagger der Abraumförderbrücke 27F34 im Tagebau Cottbus-Nord

Die Jahresförderung des Lausitzer Reviers liegt bei 55,7 Millionen Tonnen (2009), davon 41,5 Millionen Tonnen im Land Brandenburg. Die Förderung in Deutschland betrug insgesamt 169,9 Millionen Tonnen (2009). Für alle deutschen Reviere beläuft sich die Braunkohlegewinnung seit 1800 auf 24,4 Milliarden Tonnen.
Folgende Liste enthält Tagebaue in der Lausitz (aktive Tagebaue in Fettdruck):
- Tagebau Bärwalde (1973–1992), südlich von Weißwasser/östlich von Hoyerswerda, nach Flutung Bärwalder See
- Tagebau Bluno (1955–1978), südwestlich von Spremberg, nach Flutung Blunoer Südsee
- Tagebau Burghammer (1959–1973), nordöstlich von Hoyerswerda, nach Flutung Bernsteinsee
- Tagebau Cottbus-Nord (1978–2015), östlich von Cottbus, nach Flutung Cottbuser Ostsee
- Tagebau Dreiweibern (1981–1989), östlich von Hoyerswerda, nach Flutung Dreiweiberner See
- Tagebau Gräbendorf (1981–1992), westlich von Drebkau, nach Flutung Gräbendorfer See
- Tagebau Greifenhain (1936–1994), westlich von Drebkau, nach Flutung Altdöberner See
- Tagebau Heide (1909–1968), bis 1949: Grube Heye III, südwestlich von Lauta
- Tagebau Jänschwalde (1974–2023), westlich von Forst/östlich von Cottbus, nach Flutung Klinger See
- Tagebau Kleinleipisch (1946–1980), südöstlich von Finsterwalde
- Tagebau Klettwitz (1951–1991), südöstlich von Finsterwalde/nördlich von Senftenberg
- Tagebau Klettwitz-Nord (1984–1992), südöstlich von Finsterwalde, nach Flutung Bergheider See
- Tagebau Koschen (1953–1972), östlich von Senftenberg, nach Flutung Geierswalder See
- Tagebau Laubusch/Grube Erika (1918–1963), westlich von Hoyerswerda, nach Flutung Erikasee
- Tagebau Lohsa (1950–1984), bis 1968: Tagebau Werminghoff III/Glückauf III, östlich von Hoyerswerda, nach Flutung Speicherbecken Lohsa II
- Tagebau Meuro (1960–1999), nördlich von Senftenberg, nach Flutung Großräschener See (Ilsesee)
- Tagebau Niemtsch (1938–1966), südlich von Senftenberg, nach Flutung Senftenberger See
- Tagebau Nochten (seit 1968), südlich von Weißwasser
- Tagebau Reichwalde (seit 1985), südöstlich von Weißwasser
- Tagebau Scheibe (1984–1996), östlich von Hoyerswerda, nach Flutung Scheibesee
- Tagebau Schlabendorf-Süd (1975–1991), südlich von Lübbenau, nach Flutung Schlabendorfer See
- Tagebau Schlabendorf-Nord (1959–1977), südlich von Lübbenau, nach Flutung Lichtenauer See
- Tagebau Sedlitz (1926–1980), nördlich von Senftenberg, nach Flutung Sedlitzer See
- Tagebau Seese-Ost (1983–1996), südlich von Lübbenau, nach Flutung Bischdorfer See
- Tagebau Seese-West (1962–1978), südlich von Lübbenau, nach Flutung Schönfelder See
- Tagebau Scado (1939–1977), südwestlich von Senftenberg, nach Flutung Partwitzer See
- Tagebau Spreetal/Tagebau Hoffnung III bzw. Brigitta (1908–1983), nördlich von Hoyerswerda, nach Flutung Neuwieser See, Blunoer Südsee, Sabrodter See und Bergener See
- Tagebau Spreetal-Nordost (1983–1991), nördlich von Hoyerswerda, nach Flutung Spreetaler See
- Tagebau Welzow-Süd (seit 1962), westlich von Spremberg
- Tagebau Werminghoff I (1913–1945), südöstlich von Hoyerswerda, nach Flutung Knappensee
- Tagebau Werminghoff II/Tagebau Glückauf II (1934–1960), östlich von Hoyerswerda, nach Flutung Silbersee/Mortkasee

## Geschichte der Braunkohleindustrie in der Lausitz
Das Lausitzer Braunkohlerevier wurde früher auch Ostelbisches Braunkohlerevier genannt. Dazu zählten die Lausitz und Niederschlesien mit dem Zentrum Cottbus-Senftenberg nebst der drei Randreviere Frankfurt (Provinz Brandenburg), Görlitz (Provinz Niederschlesien) sowie Forst (Provinz Brandenburg).
Bis zum Anfang des 20. Jahrhunderts hatte Braunkohle für die Energie- und Brennstoffversorgung Deutschlands nur eine geringe Bedeutung. Verwendet wurde überwiegend die hochwertigere Steinkohle. Nach dem Ersten Weltkrieg musste das Deutsche Reich zahlreiche Gebiete abtreten und verlor etwa 40 % seiner besten Steinkohlenvorkommen. Die belassenen Steinkohlenreviere hatten zudem erhebliche Reparationsleistungen zu erbringen. Damit wurde die Braunkohle in allen Industriezweigen zu einem unentbehrlichen Energiefaktor. Während vor dem Jahr 1919 der Anteil der Braunkohle an der elektrischen Energieerzeugung aufgrund ihres geringen Heizwertes, ihrer schlechten Transportfähigkeit sowie der fehlenden Heiz- und Übertragungstechnik gar keine Rolle gespielt hatte, erzwangen die mit den Gebietsabtretungen verbundene Kohlenknappheit und die Autarkiebestrebungen in der Weimarer Republik eine Zunahme auf einen Anteil von fast 60 % der Energieerzeugung.
Damit erfolgte in allen deutschen Braunkohlegebieten eine gewaltige Steigerung der Förderleistung. Auf dieser Basis entwickelte sich Deutschland in den 1920er Jahren weltweit zum größten Produzenten und zugleich zum größten Verbraucher von Braunkohle. Die statistische Gliederung unterschied bis 1945 als größte Braunkohlengebiete das Mitteldeutsche Revier, das Ostelbische Revier und das Niederrheinische Revier. Das mitteldeutsche Revier lieferte vor dem Zweiten Weltkrieg ungefähr zwei Fünftel, das ostelbische und das rheinische je etwa ein Viertel aller deutschen Braunkohlen.

### Beginn der Lausitzer Braunkohleindustrie
1894 gingen die ersten öffentlichen Elektrizitätswerke in der Oberlausitz in Betrieb. Sie versorgten die Häuser und Gewerbe in Oderwitz und Eibau mit 2×110 Volt Gleichstrom, zum Transport der Energie wurde das Drehstrom-Prinzip mit einer Spannung von 3000 Volt genutzt. 1896 folgte Ebersbach, 1897 Hirschfelde und 1898 wurde in Neusalza ein Elektrizitätswerk errichtet.
Weiter nordwestlich begann um Lauchhammer und Dobrilugk und Kirchhain die Braunkohleförderung in nur sehr kleinen Gebieten, die wie Bad Erna heute, über ein Jahrhundert später, natürlich anmuten. 1882 wird hier die erste Brikettfabrik in Europa eröffnet, die Brikettfabrik Louise bei Domsdorf, im heutigen Landkreis Elbe-Elster. 1958 entstand eine BHT-Anlage in Lauchhammer, in der nach einem von Georg Bilkenroth und Erich Rammler entwickelten Verfahren hüttenfähiger Koks aus Braunkohle hergestellt wurde.

### Bergbaugeschichte in der Lausitz
1789 wurde bei Bockwitz – dem heutigen Lauchhammer-Mitte – das erste Kohleflöz angebohrt. Das ist auch der erste schriftliche Hinweis auf die Niederlausitzer Braunkohle.
Mitte der 1890er Jahre setzte sich der Tagebau durch. Der erste Abraum-Kettenbagger des Reviers wurde 1898 auf der Grube „Milly“ in Bockwitz eingesetzt. Diese war ein Jahr zuvor von dem jüdischen Kohlengroßhändler Fritz Friedländer aus Gleiwitz eröffnet worden, der seit 1894/1895 mit seinem Kapital im Revier Fuß fasste. Die im Jahr 1900 von ihm gegründete Braunkohlen- und Brikett-Industrie AG (BUBIAG) mit Sitz in Berlin dominierte bald in der Braunkohlenindustrie des „Ländchens“ und gehörte zu den Großen des Niederlausitzer Braunkohlenbergbaus.
Braunkohlegruben im Raum Lauchhammer, Schwarzheide und Doberlug-Kirchhain
- Grube „Erna“ bei Doberlug-Kirchhain, jetzt Badesee Bad Erna
- Grube „Ida“ bei Doberlug-Kirchhain
- Grube Grünewalde (1850–1968), nach Flutung Grünewalder Lauch
- Grube „Ferdinand I“ (Westfeld) (1897–1938) bei Zschornegosda
- Grube „Ferdinand II“ (Ostfeld) (1938–1955) bei Zschornegosda
- Grube Zschornegosda-Süd (1910–1923) bei Zschornegosda
- Grube „Agnes“ (1897–1992) bei Plessa, 1924 erste Abraumförderbrücke von Friedrich von Delius
- Grube Hansa (1901–1961) bei Tröbitz
- Grube Lauchhammer III (1898–1921) bei Lauchhammer
- Milly-Grube I (1898–1902) bei Mückenberg
- Milly-Grube II (Bockwitz) (1902–1916) bei Mückenberg
- Milly-Grube III (Mückenberg) (1908–1919) bei Mückenberg
- Milly-Grube IV (Grünewalde) (1909–1913) bei Mückenberg
- Grube „Emanuel I“ (1901–1907) bei Dolsthaida
- Grube „Emanuel II“ (1907–1912) bei Dolsthaida
- Grube „Emanuel III“ (1907–1909) bei Dolsthaida

Braunkohlegruben im Raum Spremberg und Welzow
- Grube „Mariannensglück“ bei Kausche (1894)
- Grube „Clara I“ östlich von Welzow (1866) und Grube „Clara“ in Haidemühl mit Brikettfabrik Werminghoff der Eintrachtwerke in Haidemühl
- Grube „Clara II“ bei Gosda (ab 1901)
- Grube „Clara II“ bei Welzow, Zusammenbruch der Clara-Brücke am 30. März 1949 bei der geplanten Überführung in die Grube Werminghoff II[19]
- Grube „Clara II“ bei Proschim (ab 1943)
- Grube „Hindenburg“ (ab 1923) zwischen Welzow (Ortsteil Sibirien) und Proschim, nach Flutung „Kleine Ostsee“
- Grube „Anna“ (1864–1924) und Grube „Consul“ mit Brikettfabriken bei Pulsberg (seit 1864)
- Grube „Mathilde“ bei Spremberg (Hoyerswerdaer Chaussee), später mit der Grube „Gustav Adolf“ vereinigt, genannt „Lusatia“
- Grube „Hoffnung III“ (später „Brigitta“) (bei Brigittenhof, jetzt Schwarze Pumpe)

Braunkohlegruben im Raum Hoyerswerda
- Grube „Werminghoff I“, (1913–1945), nach Flutung Knappensee
- Grube „Werminghoff II“ (später Glückauf II) (1934–1960), 1947 Demontage der Förderbrücke als Reparationsleistung an die UdSSR, nach Flutung Silbersee (1971)
- Grube „Werminghoff III“ (später Glückauf III) (1950–1968), danach Lohsa III, siehe Tagebau Lohsa und Brikettfabrik Werminghoff (1918–1993)
- Grube „Clara III“ (1909–1934) bei Zeißholz mit den Brikettfabriken Saxonia (1887 bis 1911) und Zeißholz (1911–1992)
- Grube „Erika“ bei Laubusch (bei Lauta)

Braunkohlegruben im Raum Senftenberg
- Grube „Weidmannsheil“ (1885–1941), bei Annahütte, nach Flutung Drochower See
- Grube „Heye III“, ab 1949 „Heide I bis VI“ (1912–1968) bei Wiednitz (mit Brikettfabrik Heide)[21]
- Grube „Marga“ (Ilse Bergbau AG) bei Brieske (Gartenstadt Marga)
- Grube „Ilse Ost“ (1926–1963) bei Sedlitz
- Grube „Anna Mathilde“ bei Sedlitz
- Grube „Felix“ bei Klettwitz
- Grube „Meuro-Stolln“ bei Hörlitz

Braunkohlegruben im Muskauer Faltenbogen (im Raum Döbern – Weißwasser – Muskau)
- Grube „Gertrud“ (1868–1905) bei Jocksdorf
- Grube „Franz“ (1851–1928) bei Klein Kölzig
- Grube „Felix“ (1851–1934) bei Bohsdorf, nach Flutung Felixsee
- Grube „Conrad“ (1860–1960) bei Groß Kölzig
- Grube „Providentia“ (1864–1934) bei Döbern
- Grube „Heinrich“ (1857–1860) bei Döbern
- Grube „Gotthelf“ (1871–1876, 1887 bis 1916) bei Eichwege
- Grube „Emilienglück“ (1891–1894) bei Eichwege
- Grube „Julius“, ab 1949 „Vorwärts“ (1843–1959) bei Wolfshain
- Gruben „Anna“, „August“, „Aurora“ und „Hesperus“ bei Lieskau (Reuthen)
- Grube „Mathilde“ (1878–1902) bei Lieskau
- Grube „Sophie“ (1929–1945) bei Groß Düben
- Grube „Weißwasser“ (1868–1911) bei Weißwasser
- Grube „Gertrud“ (1868–1905) bei Jocksdorf
- Grube „Gotthelf“ (1871–1916) bei Eichwege, nach Flutung Badesee Eichwege
- Grube „Marie“ (1873–1944) bei Krauschwitz
- Grube „Flora-Charlotte“ (1875–1906) bei Krauschwitz
- Grube „Theodor“ und „Freia II“ (1886–1926) bei Kromlau
- Grube „Theresia“ (1890–1926) bei Krauschwitz
- Grube „Caroline“ (1890–1913) bei Weißwasser
- Grube „Hartmann“ (1909–1936) bei Keula
- Grube „Hermann“ (1910–1959) bei Weißwasser
- Grube „Caroline II“ (1913–1959) bei Weißwasser
- Grube „Adolf“ (1921–1956) bei Weißwasser
- Grube „Sophie“ (1929–1958) bei Groß Düben
- Grube „Eduard“ (1924–1942) bei Muskau
- Grube „Eichwege“ (1947–1960) bei Wolfshain
- Grube „Kurt“ (1947–1958) bei Kromlau
- Grube „Fortschritt I und II“ (1953–1961) bei Wolfshain
- Grube „Trebendorfer Felder“ (1949–1969) bei Halbendorf

Braunkohlegruben im heutigen Polen (Woiwodschaft Lebus)
- Grube „Antonie“ (1874–1927) bei Zilmsdorf/Cielmów (Teuplitz/Tuplice)
- Grube „Germania“ (1906–1925) bei Läsgen/Łazy (Teuplitz/Tuplice)
- Grube „Hoffnung“ (1908–1927) bei Triebel (Trzebiel)
- Grube „Krafft“ (1906–1926) bei Triebel (Trzebiel)
- Grube „Vereinigte Amalie-Wilhelmine“ (1872–1938) bei Klein Teuplitz (Tuplice)
- Grube „Victor I“ (1911–1943) bei Buckoka (Buczyna) bei Triebel (Trzebiel)
- Gruben der „Consolidierte Tschöpelner Braunkohlenwerke“ (1877–1944) bei Neu Tschöpeln (Nowe Czaple)
- Grube „Babina“ (1921–1944 / 1946–1970) bei Lugknitz (Łęknica)

### Bergbaurekultivierung im Lausitzer Braunkohlenrevier
Seitdem Bergbau in der Lausitz betrieben wird, besteht die Frage nach dem Umgang mit seinen Hinterlassenschaften. Zuerst waren es die Bruchfelder des Tiefbaus, die beanstandet wurden; mit den entstehenden Tagebauen wurde das Thema aufgrund der vollständigen Abtragung des Deckgebirges akuter. Erste Aufforstungen von Kippenflächen durch „Werksgärtner“ lassen sich schon im ersten Jahrzehnt des 20. Jahrhunderts nachweisen. Einen „turning point“ bildete nach Torsten Meyer die Anstellung des Försters Rudolf Heuson bei den Niederlausitzer Kohlenwerken am 1. November 1922 durch Hugo Gabelmann. Heuson führte als erster eine systematische Aufforstung durch, beobachtete den Anwuchs und gab Empfehlungen zur Baumartenwahl, wobei er sich an den ursprünglichen Baumarten orientierte. Sein Gegenspieler Joachim-Hans Copien hingegen priorisierte die Kiefer, die er als „Brotbaum der Lausitz“ bezeichnete. Der nächste Meilenstein war die Schaffung der ersten Aufforstungs-Kommission 1929, die bis zu ihrer kriegsbedingten Einstellung 1944 bestand. Bei diesem Zusammenschluss von Bergbau, Industrie, Forstwirtschaft und Bergämtern ging es um die systematische Wiederbegrünung der ausgekohlten Flächen.
Das Kriegsende markierte eine Zäsur im Bereich der Wiederurbarmachung von Bergbauflächen. Bedingt durch Demontagen und die notwendige Priorisierung der Brennstoffgewinnung nahm die Rückgabe sanierter Flächen in der Sowjetischen Besatzungszone erst einmal ab. Gleichzeitig verschob sich der Diskurs, da für die kleine und isolierte DDR land- sowie forstwirtschaftliche Flächen zu kostbar waren und die Umweltschäden des Bergbaus als Folge des Kapitalismus beseitigt werden sollten. Besonders die bisher unbegrünbaren Kippen wurden nun zur Herausforderung. Einen ersten Auftakt bildete die Landschaftsdiagnose der DDR, die besonders auf die Schädigungen durch den Braunkohlenbergbau fokussierte. 1951 erhielt der Forstwirt Wilhelm Knabe von seinem Professor Georg Pniower den Auftrag, im Rahmen seiner Doktorarbeit eine Methode zur Aufbereitung dieser Flächen zu entwickeln. Das Resultat war das Schwarzkollmer Verfahren, später von ihm zum kombinierten Domsdorfer Verfahren weiterentwickelt. Weitere Aufbereitungsmethoden, wie das Koyne und Kleinleipischer Verfahren, erfolgten maßgeblich durch Egon Brüning, Kurt Illner, Joachim Katzur, Albrecht Krummsdorf und Konrad Werner. Der theoretischen Leistungsbereitschaft der DDR im Bereich der Rekultivierung standen mehr und mehr die realen wirtschaftlichen Bedingungen entgegen. Nach einem Höhepunkt der Rekultivierung 1970–75 stagnierte die Wiederurbarmachung. Die Ressourcenallokation hatte sich einseitig hin zur Kohlengewinnung verschoben und Rekultivierungsarbeiten wurden teilweise wieder in Handarbeit ausgeführt.
Neben der Gewinnung von land- und forstwirtschaftlichen Flächen sollte die Bergbaufolgelandschaft der Lausitz besonders für die Erholungsnutzung gestaltet werden. Als Pioniere dieser Arbeiten gelten Otto Rindt und Hermann Mattheus, die bereits den Knappensee entstehen ließen, der sowohl Erholungsfunktion als auch wasserwirtschaftliche Funktionen als Speicherbecken übernahm. Das größte realisierte Projekt stellte der Senftenberger See auf über 1.300 Hektar Fläche dar. Hierzu entwarf Rindt eigens eine Einbindung des Bergbaus in die Ausformung der Bergbaufolgelandschaft noch im Abbauprozess.
Nach 1990 übernahm zunächst die Lausitzer Bergbau-Verwaltungsgesellschaft, die 1995 zur Lausitzer und Mitteldeutschen Bergbau-Verwaltungsgesellschaft (LMBV) fusioniert wurde, die Sanierungsarbeiten, die jetzt auch die Altlasten der Industrieflächen betraf. Die Finanzierung erfolgt durch den Bund. Die Rekultivierung der Betriebsflächen des aktiven Braunkohlenbergbaus wird durch die LEAG ausgeführt. Zusätzlich setzte die IBA Fürst-Pückler-Land zwischen 2000 und 2010 einen Impuls zur touristischen Inwertsetzung der Bergbaufolgelandschaft, der in die heutige Vermarktung des Lausitzer Seenlands mündete. Musterprojekte auf ehemaligen Bergbaugelände sind das Besucherbergwerk F60 oder die Slawenburg Raddusch.

## Kohlebahn
Bereits Ende des 19. Jahrhunderts wurde zum Transport der Kohle zu den Abnehmern und des Abraums zu den Halden immer mehr auf die Eisenbahn gesetzt, die zunächst in den Schmalspurweiten 600, 750 und 900 Millimeter fuhr. Zu Beginn des 20. Jahrhunderts wurde wegen des wachsenden Transportbedarfs immer mehr auf die Normalspur und ab 1908 auf Elektrolokomotiven (vor allem von AEG) gesetzt. In der DDR wurde mit dem Bau der drei Lausitzer Groß-Kraftwerke und der Erweiterung der Tagebaue ein immer leistungsfähigeres Werksbahnnetz notwendig. Dieses hatte eine eigene Stromversorgung mit 2,4 kV Gleichspannung, wobei 268 Kilometer auf 900 Millimeter Schmalspur, 893 Kilometer auf Normalspur und 20 Kilometer gemischtspurig betrieben wurden. Auch die Deutsche Reichsbahn baute eine Neubaustrecke von Senftenberg zum Kraftwerk Schwarze Pumpe, so dass mit der Weiterführung über Hoyerswerda ein Kohlering entstand.
Mit der Gründung der LAUBAG wurde auch der Zentrale Eisenbahnbetrieb (ZEB) gegründet. Durch den Rückgang der Braunkohleförderung sank auch die Zahl der Eisenbahner von 4800 (1989) auf 410 im Jahr 2005. Ende 1999 wurde das 900-Millimeter-Netz aufgegeben. Die Lebensader des Lausitzer Braunkohlereviers ist die leistungsfähige und für 25 Tonnen Achslast ausgelegte Kohleverbindungsbahn. Sie verbindet das Kraftwerk Jänschwalde und den ehemaligen Tagebau Jänschwalde im Norden mit dem südwestlich der Spree gelegenen Tagebau Welzow-Süd und dem Kraftwerk Schwarze Pumpe sowie dem weiter südöstlich, in Sachsen gelegenen Kraftwerk Boxberg mit den Tagebauen Nochten und Reichwalde.

## Abschluss: 2010er Jahre bis zum Kohleausstieg 2038

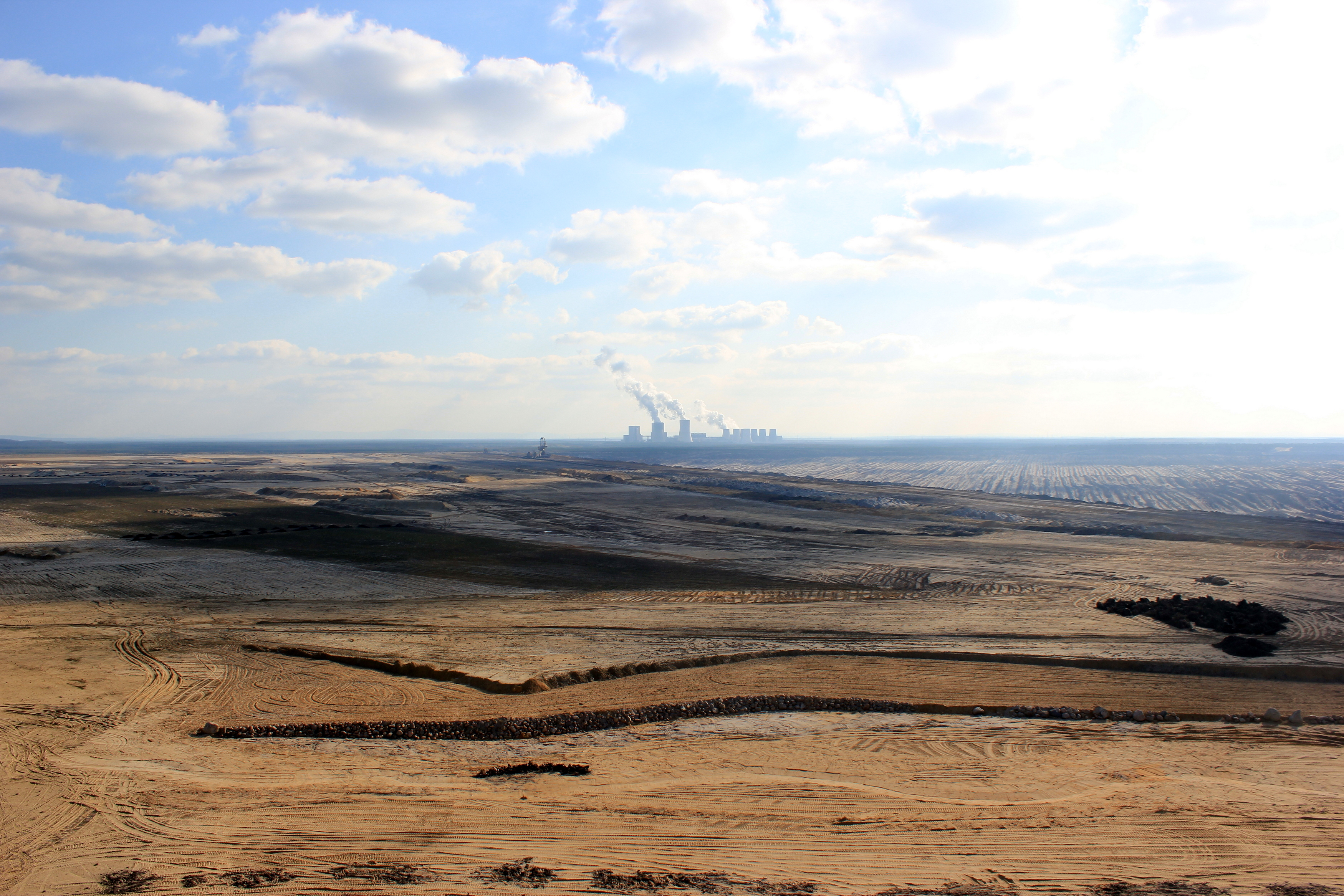
Blick über die Rekultivierungsflächen des Tagebaus Nochten zum Kraftwerk Boxberg

Der Tagebau Cottbus-Nord ist seit Ende 2015 ausgekohlt, im Tagebau Jänschwalde wurde im Dezember 2023 der reguläre Abbau beendet. Seit Veröffentlichung der Braunkohlenstudie der TU Clausthal im Mai 2007, in der die Braunkohlenlagerstätten des Landes bewertet wurden, rückten die Felder Jänschwalde-Nord, Bagenz-Ost und Spremberg-Ost in den Fokus der Öffentlichkeit. Der Entscheidung zum Vorhaben „Gewässerausbau des Cottbuser Sees, Teilvorhaben 1 – Gewässerbeseitigung im Bereich der Teichgruppe Lakoma und eines Abschnitts des Hammergraben-Altlauf“ ging ein langjähriges Verfahren voran, bevor der Planfeststellungsbeschluss am 12. Dezember 2006 der Vattenfall Europe Mining AG ausgereicht wurde. Neben der Beteiligung von 36 Behörden, Gemeinden, Organisationen und Verbänden hatte sich die Öffentlichkeit sehr rege zum Vorhaben geäußert.
Vattenfall wollte als Ersatz für den 2015 auslaufenden Tagebau Cottbus-Nord den Tagebau Jänschwalde zur Kohleversorgung des Kraftwerks Jänschwalde um das Kohlefeld Jänschwalde-Nord erweitern und dafür die Dörfer Atterwasch, Kerkwitz und Grabko devastieren. Auch das Naherholungsgebiet um den Deulowitzer See und der See selbst würden abgebaggert. Infolge der Wahl zum Schwedischen Reichstag am 14. September 2014 kam eine rot-grüne Koalition mit dem sozialdemokratischen Premierminister Stefan Löfven an die Macht. Am 1. Oktober 2014 kündigte die sozialdemokratische Partei einen energiepolitischen Kurswechsel für das schwedische Staatsunternehmen Vattenfall an. 2015 gab Vattenfall bekannt, seine Lausitzer Braunkohlesparte verkaufen zu wollen. Im April 2016 wurde das tschechische Unternehmen Energetický a Průmyslový Holding (EPH) als Käufer bekannt gegeben.
Im März 2014 erlaubte das sächsische Innenministerium die Erweiterung des Tagebaus Nochten; im Juni 2014 stimmte die rot-rote brandenburgische Landesregierung (Kabinett Woidke I) für den Ausbau des Tagebau Welzow-Süd, für den Tagebau Jänschwalde-Nord lief seit 2009 ein Braunkohlenplanverfahren.
Am 30. März 2017 gab das Unternehmen LEAG ein neues Revierkonzept bekannt, mit dem der weitere Unternehmensweg und die zukünftige Gestaltung der Region geklärt werden. Das Unternehmen lässt auf Grund dieses Konzepts den Tagebau Jänschwalde planmäßig 2023 auslaufen und wird das Erweiterungsfeld im Tagebau Nochten nicht erschließen. Die Pläne für die Erweiterung des Tagebau Welzow-Süd wurden bis 2020 gestoppt und schließlich vor dem Hintergrund des Kohleverstromungsbeendigungsgesetzes im Rahmen einer Anpassung des Revierkonzepts im Januar 2021 fallen gelassen. Da die LEAG eines der größten Unternehmen in der Lausitz ist und durch die Wertschöpfungskette große Teile der Industrie mitgestaltet, besitzt dieses Revierkonzept auch für die Landesregierung in Sachsen und Brandenburg eine hohe Bedeutung. So entstehe für die Lausitz zumindest für die nächsten 20 Jahre relative Planungssicherheit.

## Ökologische und soziale Problematik
Die Problematik des Abbaus ist vielseitig. Hier die wichtigsten Problembereiche:

### Wasserhaltung
Um die Tagebaue trocken zu halten, ist ein Abpumpen des Grundwassers bis in Tiefen von maximal 150 Metern erforderlich. Dadurch fallen Bäche und Feuchtgebiete trocken, die dann zum Teil künstlich bewässert werden. Zudem verändert sich die Bodenstruktur und es kommt zu weiträumigen Bodensetzungen teilweise bis in Entfernungen von 15 bis 20 Kilometern. Durch die Beanspruchung der Flächen und Auskohlungsmaßnahmen für den Braunkohlenbergbau in der Lausitz entstand ein Gesamtdefizit von ca. 13 Mrd. m³ Grundwasser im Jahr 1990. Heute beträgt das Defizit noch ca. 0,9 Milliarden Kubikmeter.
Der Grundwasserkörper regeneriert sich in großen Tiefen nur sehr langsam. Kritiker der Tagebaue werfen den Betreibern außerdem vor, dass das Wissen über die Grundwasserströme in größerer Tiefe nicht umfassend genug sei.
Die zahlreichen nach der Wende stillgelegten Tagebaugruben müssen ebenfalls renaturiert werden. Dazu werden sie nach ausreichender Stabilisierung geflutet. In der Lausitz wird das dazu benötigte Wasser vorrangig den Vorflutern entnommen. Diese Wasserentnahmen können sich negativ auf stromab liegende Pegel auswirken und Anrainer beeinträchtigen, die von Mindestabflüssen abhängig sind (z. B. Schifffahrt). 2017 beliefen sich die Entnahmen auf 117 Mio. Kubikmeter.

### Feinstaub und Lärmbelastung
Messungen des Landesumweltamtes am Rand der Tagebaue haben seit 2004 ergeben, dass die durch den Abbau hervorgerufenen Feinstäube deutlich über den EU-Grenzwerten liegen.
Maßnahmen zur Verminderung des Feinstaubs und Lärm in den Tagebauen:
- die Zwischenbegrünung der Brückenkippe
- das Betreiben von Bedüsungs- und Beregnungsanlagen
- das Anlegen von Schutzpflanzungen
- die Waldbestandserhaltung und die Waldaufwertung im Randbereich des Tagebaus
- die Errichtung von Schutzdämmen/-wänden
- die Abstandsfahrweise des Förderbrückenverbandes
- die Einkapselung von Lärmquellen an den Bergbaugeräten
- die Verwendung lärmgeminderter Bauelemente am Förderbrückenverband sowie an sonstigen Förderanlagen

Die Realisierung von Schutzmaßnahmen in den vergangenen Jahren führte bereits zu einer deutlichen Verbesserung der Immissionssituation im Bereich des Tagebaus Jänschwalde. Weitere technische Lärmminderungsmaßnahmen am Förderbrückenverband F60 befinden sich in der Vorbereitung bzw. Realisierung. Dabei findet u. a. das Gutachten zum Stand der Technik zur Lärmminderung im Tagebau Jänschwalde Berücksichtigung. Zur Kontrolle der Immissionsbelastungen wird ein mit der zuständigen Bergbehörde abgestimmtes Messnetz (Lärm, Staubniederschlag) betrieben. Das Gesamtbild der bisher vorliegenden Messergebnisse zeigt, dass die vorgegebenen Immissionsrichtwerte für Lärm und die Immissionswerte für Staubniederschlag bezogen auf die gegenwärtig durch die bergbauliche Tätigkeit beeinflussten Orte im Wesentlichen eingehalten werden. Auf der Grundlage der Auswertung der vorliegenden Ergebnisse und Erfahrungen und unter Berücksichtigung der Entwicklung des Standes der Technik sollen die Immissionsschutzmaßnahmen für die im zukünftigen Einwirkungsbereich des Tagebaus liegenden Orte optimiert werden.

### Klimaveränderung
Außenkippen, also Flächen außerhalb der Tagebaue, auf die der Abraum verbracht wird, können Einfluss auf das lokale Klima haben. Eine aus der Ebene herausragende Halde wirft Schatten und verändert damit die Verteilung der Sonneneinstrahlung in ihrer Umgebung. Doch auch die Windverhältnisse und die Niederschlagsverteilung werden beeinflusst. Zudem besitzt ein Sanduntergrund andere Eigenschaften als Wiesen oder Wälder. Letztere speichern Wasser und erwärmen sich langsamer. Die Tagebaue könnten dadurch die ohnehin warme Lausitz im Sommer stärker aufheizen. Ob die Seen, die nach der aktiven Phase des Tagesbaus oft entstehen, dem entgegenwirken und das trockene Klima wieder feuchter gestalten, wird die Zukunft zeigen.

### Restlöcher
Die momentan betriebenen Tagebaue können aufgrund des enormen Volumens der geförderten Kohle und des auf Außenkippen abgelagerten Deckgebirges nicht mehr komplett verfüllt werden. Daher wird geplant, die Restlöcher mit Wasser zu befüllen. Da diese Seen keinen natürlichen Zu- und Abfluss haben, wird derzeit diskutiert, wie diese großen Wassermengen in die Löcher geleitet werden können. Geplant sind zum Beispiel Ableitungen von der Spree und Malxe zu den Tagebauen. Die ersten Seen, die aus ehemaligen Tagebauen durch Flutung der Restlöcher neu entstanden, sind bereits im Raum Senftenberg und Schlabendorf Bestandteil der Kulturlandschaft geworden. Genannt seien diesbezüglich der Senftenberger See und die Restlochkette Sedlitz, Skado, Koschen mit seinen dazugehörigen Überleitungsanlagen im Bereich Senftenberg und der Schönfelder See im Bereich um Kittlitz.

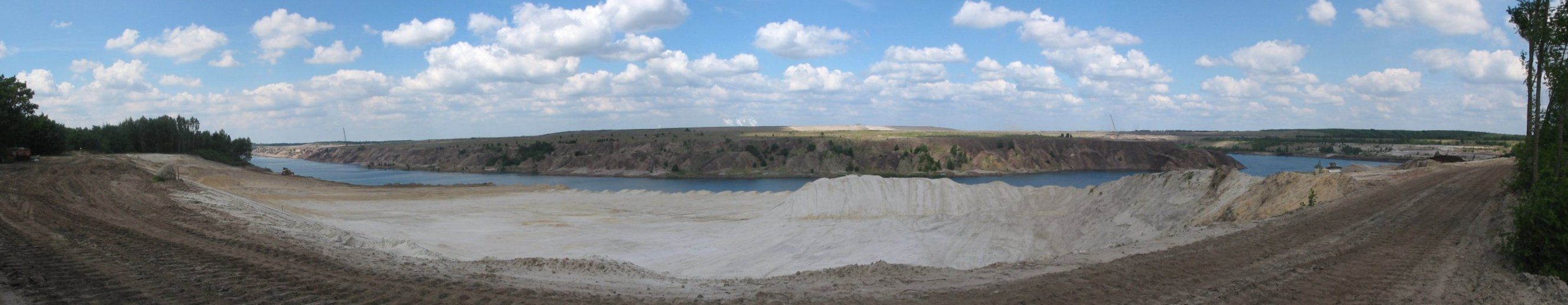
Tagebau Jänschwalde mit dem zukünftigen Klinger See (2005)

Welche Auswirkungen diese großen Wasserflächen auf das Klima der Lausitz haben werden, ist noch unklar. Bis die Seen vollständig gefüllt sind, wird es auch noch geraume Zeit, nach derzeitigen Schätzungen bis ins Jahr 2050, dauern. Einige anliegende Gemeinden hoffen auf einen aufstrebenden Tourismus. Erfahrungen aus dem Raum Leipzig-Halle (Mitteldeutsches Braunkohlerevier) mit dort bereits gefluteten Restlöchern zeigen, dass der Tourismus dort bereits drei bis fünf Jahre nach Flutungsbeginn zunahm.

### Flora und Fauna
Aufgrund des fruchtbaren Lößbodens war das Revier vor dem Braunkohleabbau in einigen Bereichen ackerbaulich genutzt. Somit ist heute die natürliche Vegetation dementsprechend relativ weit vom natürlichen Zustand entfernt. Die Abholzung von Altwäldern soll zwar, wie in vielen Bereichen bereits geschehen, durch Neuanpflanzungen kompensiert werden. Doch dauert es einige Jahrzehnte, bis die Jungbäume herangewachsen sind und sich wieder eine stabile Pflanzengesellschaft etabliert hat.
Zur Güte-Beurteilung des aktuellen Pflanzeninventars werden insbesondere die Artenvielfalt, die Präsenz von Zeigerarten sowie von Rote-Liste-Arten berücksichtigt. Für die untersuchten Standorte ergab sich eine überraschende Vielfalt heimischer Arten.
Im Rahmen der Wiederherstellung von Schutzgebieten auf der Rekultivierungsfläche des Tagebaus Nochten entsteht mit dem Hermannsdorfer See ein Gewässer rein für den Naturschutz.

### Umsiedlung

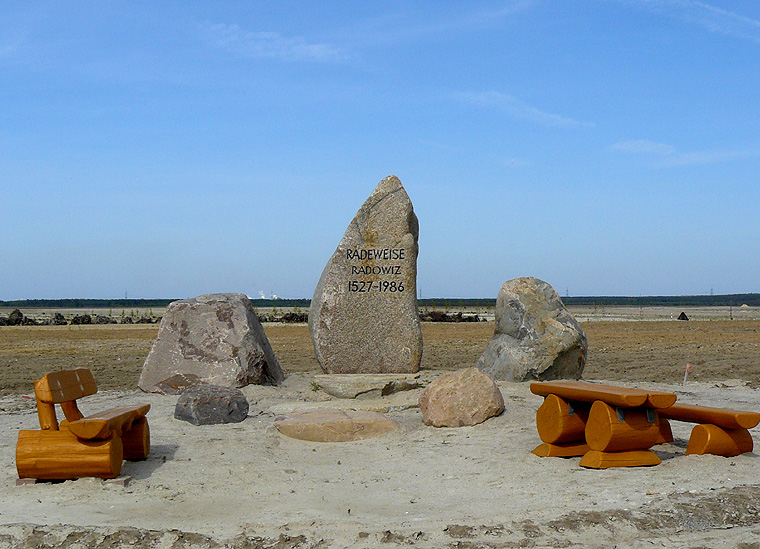
Gedenkstein für Radeweise

Der Braunkohleabbau vernichtet für die Zeit des Bergbaues große Landwirtschaftsflächen und erfordert heute die Umsiedlung ganzer Dörfer mit insgesamt mehreren tausend Menschen, von denen viele zum traditionellen Kernsiedlungsgebiet der Sorben gehörten. So wurden in den vergangenen 100 Jahren in der Lausitz mehrere Dutzend überwiegend sorbisch geprägte Dörfer zerstört. Die Tagebaubetreiber berufen sich heutzutage dabei auf das deutsche Bergrecht.
Landwirte werden oft über 30 Kilometer oder mehr in die Nähe frisch rekultivierter Ackerflächen umgesiedelt, ein Unterfangen, das mit vielen Umstellungsschwierigkeiten und Anpassungen an die neuen landwirtschaftlichen Gegebenheiten verbunden ist.
Noch komplexer stellt sich die Umsiedlung bei den Ortschaften dar. Da die alten Orte ganz und auf einen Schlag eingeebnet werden, müssen in entfernt gelegenen Gebieten der Gemeinden und Städte rechtzeitig neue Wohngebiete geplant und erschlossen und somit ganze Ortsteile neu geschaffen werden. Hauseigentümer werden so gezwungen, neue Häuser zu bauen, und langjährige Mieter sind wieder auf Wohnungssuche nach vergleichbarem Wohnraum am neuen Ort, wobei die neuen Wohnungen meist teurer sind.
Es ergeben sich aber auch Chancen durch die Neuerung: Die Infrastruktur wird modernisiert und größere Siedlungseinheiten können geschaffen werden. Viele Umsiedler schätzen die Vorteile moderner Eigenheime gegenüber den engen, verwinkelten Altbauten, auch wenn sie gleichzeitig die völlige Zerstörung (Devastierung) der alten Orte, an denen prägende Erinnerungen und Geschichte hängen, als Verlust der Heimat empfinden.
Durch die Umsiedlung gewachsener Dörfer verlieren die Bewohner nicht nur ihre Heimat, auch ihr soziales Gefüge geht verloren. Daher bemüht sich Vattenfall, die Bewohner eines Gemeindeteils geschlossen in eine neue Siedlung zu bringen, so beispielsweise Horno im Jahr 2004. Die Dorfgemeinschaft soll durch die möglichst geschlossene Umsiedlung erhalten bleiben. Leider gelingt dies nicht immer zufriedenstellend. Pendler zum Beispiel, deren täglicher Weg zum Arbeitsplatz deutlich länger wird, siedeln sich lieber in anderen Orten näher am Arbeitsplatz an. Ein Weiterleben der Dorfgemeinschaft am neuen Ort kann hauptsächlich aus hinübergeretteten sozialen Bindungen entstehen. So kommt den Vereinen und der Festkultur eine zentrale Bedeutung zu, damit eine Umsiedlung von den Betroffenen als „erfolgreich“ empfunden wird.
Immer wieder gibt es Streitigkeiten über die Entschädigungssummen.
Der Umsiedlung geht nicht selten eine allmähliche Verödung voraus. Ortschaften, die von der Abbauplanung betroffen sind, verzeichnen oft schon lange vorher einen Rückgang der Bevölkerungszahlen. Hier siedeln sich nämlich wegen der schlechten geschäftlichen Aussichten keine neuen Industrien oder Gewerbebetriebe an, bereits ansässige Betriebe vergrößern sich nicht mehr und versuchen, das Unternehmen noch im Vorfeld der offiziellen Umsiedlung in entwicklungsfähigere Gegenden zu verlagern. Dadurch sinkt das Angebot an Arbeitsplätzen in der Gemeinde. Die ohnehin eher schwer an den Ort zu bindende junge Bevölkerung wandert ab zu aussichtsreicheren Wirtschaftsplätzen und Wohngebieten mit attraktiverem Freizeitangebot. Verstärkt wird diese Entwicklung noch dadurch, dass in den Tagebau-Planungsgebieten neue Bauanträge wegen der ungünstigen Zukunftsaussichten frühzeitig abgelehnt und die Bauland-Erschließungen häufig eingefroren werden.
Diese Erscheinungen bremsen die Weiterentwicklung der Orte und lassen sie allmählich veröden. Für den Braunkohleabbau verbessert sich dadurch allerdings die Ausgangssituation: Die Anzahl der umzusiedelnden Haushalte verringert sich, die Entschädigungszahlungen werden dadurch niedriger und gleichzeitig sinken die Grundstückspreise im Abbaugebiet.

## Altlastensanierung
Die Altlastensanierung der stillgelegten Braunkohletagebaue (siehe Liste) aus der Zeit der DDR wird von der bundeseigenen Lausitzer und Mitteldeutsche Bergbau-Verwaltungsgesellschaft (LMBV) übernommen und die Kosten im Wesentlichen von der Bundesregierung (Bundesfinanzministerium) und damit vom Steuerzahler getragen. Die Bundesländer beteiligen sich an der Grundsanierung mit 25 Prozent.